# Billy Fury
Billy Fury (Liverpool, 1940. április 17. – Paddington, 1983. január 28.) angol énekes, dalszerző. 1950-es évek végétől az 1960-as évek közepéig, majd az 1980-as évekig aktív dalszerző volt. A reumás láz, amelyet először gyermekkorában kapott meg, erősen károsította a szívét, és végül hozzájárult a halálához.

## Pályakép
Az egyik korai brit rock and roll- és filmsztár volt. Az 1960-as években meghaladta a Beatles 24 slágeres rekordját is, 332 hetet töltött a brit listán, listavezető volt kislemez vagy album nélkül is.
Az AllMusic újságírója, Bruce Eder ezt írta róla: "Billy Fury a durván csiszolt jó megjelenés és az igénytelen férfiasság keveréke, a háttérben sérülékeny. Jó hanggal és komoly zenei tehetséggel rendelkezik, ami segített Furyt rövid időn belül jelentős rock and roll sztárrá tette." Mások azt mondták, hogy Fury gyors felemelkedése az Elvis Presley által előadott csípőforgatásnak és időnként rendkívül szuggesztív színpadi fellépésének volt köszönhető.
1983. január 28-án londoni otthonában szívrohamot kapott. Menedzsere másnap reggel talált rá. Kórházba került, de aznap délután 42 éves korában meghalt.

## Diszkográfia
Stúdiólbumok
- 1960: The Sound of Fury
- 1960: Billy Fury
- 1961: Halfway to Paradise
- 1963: Billy
- 1983: The One and Only

Koncertalbumok
- 1963: We Want Billy! (live)

## Kapcsolódó szócikk
- Amanda Barrie